# La Cumbre, Spanien
La Cumbre är en ort och kommun i Spanien.   Den ligger i provinsen Provincia de Cáceres och regionen Extremadura, i den centrala delen av landet, 230 km sydväst om huvudstaden Madrid. La Cumbre ligger 482 meter över havet och antalet invånare är 1 027.
Terrängen runt La Cumbre är platt.Runt La Cumbre är det glesbefolkat, med 8 invånare per kvadratkilometer. Närmaste större samhälle är Trujillo, 10,0 km nordost om La Cumbre. Trakten runt La Cumbre består till största delen av jordbruksmark.